# ویننگتسا (شهرستان پوتسک، استان ماسوویان)
ویننگتسا (به لاتین: Winnica) یک روستا در لهستان است که در گمینا بروزنگ دوژه واقع شده‌است.